# 온정리 전투
온정리 전투(溫井里戰鬪)는 한국 전쟁 중기 북한 동부전선에서 국군의 제일 선봉으로 진격하던 김종오 준장이 이끄는 제6사단이 한중 국경선까지 밀고 올라갔다가 비밀리에 압록강을 건넌 중공군에 패한 전투이자, 한국전쟁에서 대한민국 국군이 중공군과 첫 번째로 치른 전투이다.
절대적인 수적 열세로 치열한 공방전을 펼쳤던 국군은 온정리를 방어하기 위해 치열한 접전을 펼쳤으나 수적 열세와 다른 전선의 상황으로 인하여 철수하지 않으면 안되는 상황에 처하게 되었다.
온정리는 광복 당시 행정구역상으로는 운산군 위연면이었으며, 온정온천이 있었기 때문에 온정리로 불렸다. 북한 행정구역상으로 운산읍이 위치해 있다.

## 배경
중공군의 한국 전쟁 개입 문제가 국내외적으로 주시되고 있던 1950년 10월 미경에 유재흥 소장이 이끄는 제2군단 예하의 김종오 준장이 이끄는 제6사단은 최선봉에선 진격사단으로서 덕천-구장동 진격 전투에서 승리한 다음 더욱 박차를 가하여 일선연대로 하여금 한만국경에까지 북진을 계속토록 하고 사단은 10월 24일 13:00에 희천에 이르렀다.
한편 지휘체제가 마비되고 재편성의 시간적 여유를 얻지 못한 전구내의 북한군은 패잔혼성부대(제1사단, 제6사단, 제42사단 등)로서 극도로 사기가 저하되고 대부분의 전투력이 상실되어 구명회생하기에 급급하였으며 특히 오백용 소장이 이끄는 북한군 제8사단의 잔여 혼성부대는 연대 규모로서 초산 전투에서 최후의 저항을 기도하였으나 김용배 중령이 이끄는 제7연대 1대대의 과감한 진격으로 궤멸 분산됨으로써 드디어 선봉연대인 임부택 대령이 이끄는 제7연대는 10월 26일 14시 15분에 감회어린 국경에 다다랐다.
그러나 비밀리에 압록강을 건넌 중공군이 동림산(1165고지) 일대에서 불의에 그 마각을 드러내고 사단의 전진축선 상에 나타남으로써 전선은 일조에 그 공방양상을 달리하게 되었다.

### 작전계획
제2군단 및 제6사단의 작전계획에 따라 10월 24일 온정리를 점령한 함병선 대령이 이끄는 제2연대는 북한군 잔당에 시간적 여유를 주지 않고 신속히 진격하여 압록강 남안의 벽동까지 진출할 계획으로 예하의 송대후 소령이 이끄는 제3대대를 기동대대로서 화력에 중점을 두어 선두에서 차량행군으로 조속히 진격토록 하고 석순천 소령이 이끄는 제1대대와 이성훈 대리 대위가 이끄는 제2대대는 도보로서 잔적을 격멸하면서 후속토록 하여 북진을 계속하려 하였다.
그러나 불의에 중공군과 장동 부근(온정 북방 8km)에서 접적하게 되어 치열한 교전을 전개한 끝에 병력의 상대적인 부족과 지형의 제약으로 인하여 할 수 없이 그 주력이 다시 온정리로 이동하게 되었을 때 제6사단장 김종오 준장은 요지 다음과 같은 명령을 하달하였다.
| 작전명령 |
| 『① 사단은 남림산 일대에 출몰한 적을 격멸한 다음 이미 계획된 임무를 수행하려 한다. ②제2연대는 온정리를 확보하여 방어에 임한 후 명에 따라 진격할 수 있도록 준비하라. ③제19연대는 현위치에서 부대를 신속히 이동하여 풍중리 양강동-501고지(YE 505 554)를 점령한 다음 계속 공격할 준비를 하라. 제6사단장 준장 김종오 |

이상과 같은 명령을 받은 제2연대는 온정리에서 계속 병력을 수습하여 방어에 임하였으며 제19연대는 급히 출동하여 명시된 지점으로 병력을 이동하고 북한군을 격멸코자 하였으나 각 대대는 계획된 작전에 성공하지 못한 채로 오히려 온정리를 북한군의 수중에 맡기게 되자 제2연대는 즉시 태평으로 이동하여 재편성 한 다음 반격을 가하려 하다가 군단의 청천강선 방어 계획에 따라 개천으로 이동하였으며 제19연대는 최후까지 온정리를 고수하려 하였으나 역시 군단의 계획에 따라 개천으로 이동하였다.

## 전투 과정

### 10월 24일
제6사단 2연대는 함병선 대령이 지휘하여 이날 08:00에 구장동을 출발하였는데 제1대대를 선두로 하여 제3대대-제2대대의 순으로 태평을 경유하여 온정리로 향하였다.
선두의 제1대대가 이날 18:00에 온정리부근에 다다랐을 때 그곳 동북방 6km 지점인 559고지 일대에서 북한군 2개 중대의 패잔병으로부터 사격을 받고 즉시 진격하여 이를 격퇴한 다음 19:40에 온정리로 돌입하여 자체경계를 하면서 숙영하였으며 제3대대는 이보다 먼저 19:00에 온정리에 돌입하여 북한군의 잔당을 격퇴하고 내무서를 급격한 끝에 각종 서류를 노획하였다.
이때 국군의 진출 상황을 알지 못한 북한군의 유선망을 도청함으로써 비로소 중공군 출현에 대한 첩보를 얻게 되었으며 대대는 곧 이를 보고하는 한편 온정리 후사면의 326고지 일대를 점령하고 경계에 임하였다.

### 10월 25일
제2연대는 전날 전 연대가 온정리에 집결하여 숙영을 하고, 이날 아침에 전열을 갖추어 출동준비를 한 다음, 이성훈 대위가 지휘하는 제2대대를 선두로 09:00에 온정리를 출발하여 우선 북진으로 향하도록 하였으며, 제1대대는 제2대대의 뒤를 이어 도보로서 11:00에 온정리를 출발하였고 제3대대는 야포 및 대전차포로 증강한 기동대대로서 차량화하여 11:00에 출발하게 되었다.
이리하여 12:00에는 기동성 있는 제3대대가 선두가 되어 온정리 북방 약 7km 지점인 장동 부근에 진출하였고 제 2대대는 그 뒤를 따라 490고지 하록인 중흥동에 다다랐으며 후미인 제1대대의 주력은 온정북방 약 3km 지점인 개활지대에 뻗쳐있는 도로를 통과하고 있었다.
이때에 중공군은 지형의 이점을 최대한으로 이용하여 미리 병력을 은밀히 배치하여 놓고 잠복대기토록 하다가 제2연대의 주력이 12:00에 이 지점을 통과하게 되자 일제히 화력을 집중하면서 포위 공격을 가하게 되었다.
즉 연대 정면의 사단 규모의 병력으로 추산되는 중공군은 동림산(1165고지)를 배후로 도로변의 대소능선 상에 그 주력을 매복시켰으며 온정과 북진 사이를 흐르는 구룡강을 건너 도리산(841고지) 일대의 주요 거점에 연대 규모의 병력을 매복시켰다가 좌우 동시에 기습전법을 감행하게 된 것이다.
이때 제6사단의 2연대장인 함병선 대령은 이 당면의 추로를 격멸하는 즉시로 계속 진출하기 위하여 각 대대로 하여금 정신감투토록 격려질타 하였으나, 시체의 언덕을 만들면서도 계속되는 중공군의 반복공격과 유리한 지형을 이용한 중공군의 사면포위로 전황은 시시각각으로 불리하여 지고 있었다.
이와 같이 모든 전황이 급변하게 되자 사단에서는 제2연대로 하여금 온정리에서 계속 진지를 고수토록 하고 예비대인 박광혁 대령이 이끄는 제19연대를 급거 부접토록 배치하였다.

### 10월 26일
제2연대의 1대대는 전날에 이어 온정리에서 철야로 고수방어에 임하고 있었으며 제3대대는 온정중학교에서 계속 병력을 집결하는 동시에, 일부 집결된 병력과 장비를 연대 직활대와 합동으로 온정리의 후사면에 있는 157고지로 이동시켜 사주방어에 임하였으나 중공군은 우세한 병력을 믿고 그들의 상투수단인 우회와 포위전법을 감행하기 위하여 이날 초경부터 구룡천을 잠도한 다음 온정 동남방 약 4km 지점인 535고지의 좌전방으로 이동시켜 온정리를 사면으로 포위하였다가 이날 04:00부터 일시에 함성과 총포성으로 기세당당하게 공격하기 시작하였다.
1:5의 열세와 우세의 정면대결로 피아간에 치열한 교전을 치른 끝에 157고지의 국군 진지일각이 무너지게 되고 계속하여 온정중학교가 기습을 당하자 때마침 집결 중이던 제3대대가 이 광란 속에 휘말려 들어가 암흑 속에서 혼란상태를 이루게 되었으며 중공군의 후속병력은 이틈을 타서 사면으로 온정리를 침공하기 시작하였다.
이와 같은 상황 속에서도 제 1대대의 모든 장병들은 총검과 단도로서 육박전을 전개하며 끝까지 결사분투 하였으나 중과부적으로 일부병력이 분산상태에 빠지게 되자 부득이 적의 추격을 저지하면서 연대의 주력 제1대대 및 연대본부는 내평의 향교동 방면으로 철수하였으며 제3대대의 일부 병력은 희천 방면으로 이동하였다.
이와 동시에 490고지에서 철야 방어하고 있던 제2대대는 연대의 주력이 태평으로 이동함으로 말미암아 중공군의 포위에 고립되어 사면의 중공군으로부터 압박을 받아 위험한 상태에 놓이게 되자 05:00에 진지를 돌파분단하고 구룡천을 건너 운산 방면으로 철수하게 되었다.

### 10월 27일
제2연대는 태평으로 이동한 다음 제 1대대를 사주경계토록 하는 한편 전날 희천 방면으로 이동한 제3대대를 신속히 태평으로 집결토록 배치하였다. 연대장 함병선 대령의 명을 받은 제3대대는 희천에서 병력을 수습하는 즉시로 태평으로 하여 진격하다가 묘향산에서 노영을 하였으며, 제2대대는 서쪽으로 30여km 떨어진 운산부근의 용전리에 18:00에 도착하여 잔여 병력을 집결시키고 있었다.
한편 제19연대는 김준교 소령이 이끄는 제1대대를 양강동까지 진출시켜 제7연대의 배후로 침습하려는 중공군을 저지하였으며 김욱전 소령이 이끄는 제2대대는 07:00에 풍중리 일대를 점령하여 중공군의 후속부대를 억류견제 하였고 박철 소령이 이끄는 제3대대는 07:30에 접적한 중공군을 격파하고 501고지에 이르렀으나 19:00에는 1개 대대 규모의 중공군이 다시 침공하였으므로 치열한 교전 끝에 이를 진전에서 격퇴하고 계속 고수작전에 임하였다.

### 10월 28일
제2연대는 태평에서 계속하여 분산병력을 집결시키고 있었으며, 묘향산에서 06:00에 출발한 제3대대의 주력이 12:00에 태평에 도착하게 되자 제 1대대와 제 3대대의 재편성을 끝마치고 사주경계에 임하였으며 제2대대는 이날 13:00에 용문을 출발하여 원리를 향해 기동하고 있었다.
한편 제19연대는 온정리를 다시 탈환하기 위하여 제1대대를 양강동으로부터 동림산록의 용연동으로 진출시켜 제 2대대와 함께 협공할 준비를 갖추도록 하였으며, 제2대대는 계속 풍중리에서 방어에 임하고 있을 때 18:00에 내습한 약 1개 중대 규모의 중공군을 격퇴하고 제1대대와 함께 온정리로 진격할 준비를 갖추고 있었다.
이때 제3대대는 계속 501고지에서 중공군의 진출을 저지하고 있었으며 온정리를 확보한 중공군은 병력을 증강하여 희천을 침공할 기도 하에 동진을 재촉하며 이날 18:30에는 1개 대대 규모의 병력으로 상투적인 야간침습을 감행하여 왔다.
이때 제3대대는 화력을 집중하여 결전을 강요한 끝에 일단 이를 저지 격멸하는데 성공하였으나 중공군은 계속 병력을 증강 투입하여 완강히 공격을 계속하는 한편 대대를 포위 하려고 전력을 집중하고 있었다.

### 10월 29일
제2연대는 전방의 제19연대 상황이 불리하여 전면적으로 위협을 받게 되자 재편성된 제1대대와 제3대대의 병력을 태평남방 3km 지점의 346고지 부근으로 이동하고 방어진을 형성하였으나 18:00에 사단으로부터 『구장동으로 집결하라』는 긴급명령을 받고 이동하기 시작하였으며 제 2대대는 03:00에 원리에 도착하여 휴식을 한 다음 13:00에 개천으로 향하였다.
한편 제19연대는 제2대대가 02:00에 불의의 기습을 받아 혼란 상태에 빠지자 김준교 소령이 지휘하는 제1대대를 직동으로 급히 이동케 하여 중공군의 측후방으로부터 지원공격토록 하였다.
또 제1대대가 직동에 도착하여 06:00부터 공격을 시작하게 되자 동림산록의 405고지 일대에서 1개 대대 규모의 적이 완강히 저항하므로 제2중대를 정면에서 견제토록 하는 한편 제1중대로서 온정리로 통하는 도로 양측에 중공군을 추격한 다음 제 2대대를 지원하였으며 제3중대는 제4중대의 지원 하에 장동 뒷산의 중공군을 공격토록 하였으나 중공군은 완강히 저항할 뿐만 아니라 계속 증원하여 11:00에는 인해전술을 감행 하기에 이르렀다.
이로써 쌍방간에 치열한 혈전이 전개되었으나 중공군은 독전대의 총부리 앞에 몰려 주문을 읽으면서 광란하므로 제1대대 마저 드디어 분전상태에 빠지게 되었다.

### 10월 30일
이날 제2연대는 전연대가 개천에 도착하여 제1대대와 제2대대는 부대를 재정비 하였으며 제3대대는 군단명령에 따라 개천의 경비에 임하였다.
한편 제19연대는 제3대대가 온정리 일대에서 병력을 수습하여 사주경계를 실시하고 있다가 명에 의거 유상동을 경유하여 개천으로 이동하였고 제1대대 및 제2대대의 분산병력도 적진을 돌파하고 속속 개천에 도착되고 있었다.

## 결과 및 영향
10월 24일부터 10월 30일까지 7일간에 걸친 초산 및 온정리 부근에서 벌어진 전투로 제6사단은 약 4:1의 대병력과 불의에 대치하게 되어 선전감투를 하였으나 급작스럽게 침공한 중공군의 인해전술로 인하여 민족의 숙원인 통일을 목전에 두고 국경에서 물러서야 하는 쓰라림을 겪었고 특히 제7연대는 부연대장 최영수 중령, 제2대대장 김종수 중령, 제3대대장 조한섭 소령이 포로가 되었으며 중대장 12명 중 5명이 전사했다.
10월 25일 반격전을 개시한 중공군은 10월 26일 온정리를 탈환하고 제7연대가 초산 및 고장에서 물러서자 계속하여 501고지에서 제19연대 3대대의 방어진을 돌파하여 희천으로 향하는 동시에 그 주력은 병요지지 상의 요충인 청천강선으로 남진을 계속하였다.
즉 중공군 제40군의 주력은 온정리와 태평을 침공한 다음 우익 제8사단의 정면으로 침입한 중공군 제38군과 희천에서 합류하여, 국군의 제7사단 및 제8사단이 형성하고 있는 청천강 방어선의 종심깊이 침습을 감행하며 계속 남하를 기도하였고, 좌익 제1사단의 정면으로 침공한 중공군 제39군은 운산을 거쳐 영변과 개천으로 침략을 계속하였다.
이때의 중공군은 산악지대에서 준동하던 북한군의 패잔병과 합세하여 인해전법을 감행하며 수도 평양에 이르는 요충인 청천강 방어선을 돌파하기 위하여 광분하고 있었다.